# ネットアップ
ネットアップ（NetApp）は、アメリカ合衆国カリフォルニア州サンノゼに本社を置く、データインフラストラクチャ企業、統合データストレージ、統合データサービス、およびクラウドオペレーション（CloudOps）ソリューションを提供。 1992年に設立され、1995年に株式公開する。NetAppは、オンラインおよび物理的な環境でのアプリケーションとデータの管理を支援するクラウドデータサービスを提供。2012年から2021年までフォーチュン500にランクイン。

## 歴史
ネットアップは、1992年にDavid Hitz、James Lau、そしてマイケル・マルコムによってネットワークアプライアンス株式会社（Network Appliance, Inc.）として設立。当時の主要な競合はオースペックスシステムズ（Auspex Systems）だった。1994年にNetAppはセコイア・キャピタル（Sequoia Capital）からベンチャーキャピタルの資金を調達。
1995年に初めての株式公開。1990年代中期から2001年までのインターネットバブル期に急成長したNetAppの年間売上高は10億ドルに達した。バブル崩壊後のNetAppの売上は2002会計年度には8億ドルまで急減、しかし、それ以降は売上が着実に回復した。
2006年にNetAppはNetCache製品ラインをブルーコート・システムズ（Blue Coat Systems）に売却。
2008年、ネットワークアプライアンス株式会社は正式にその法的名称を、既に広く知られていた愛称を反映させたNetApp株式会社に変更する。
2015年6月1日、トム・ジョーゲンズがCEOを辞任し、ジョージ・クリアンが後任となり、2018年5月、NetAppはONTAP 9.4ソフトウェアのリリースとともに、初のエンドツーエンドNVMeアレイ「All Flash FAS A800」を発表。 NetAppは、1.3百万IOPS以上を500マイクロ秒で高可用性ペアでの提供を可能にする。
2019年1月、デビッド・ヒッツがNetAppより退職。

### 組織
ジョージ・クリアンは、NetAppの最高経営責任者（CEO）であり、取締役会のメンバーでもある。彼は2011年にNetAppに入社。当時の社長はセサル・セルヌダで、2009年12月にマイク・ネベンスが取締役会会長に任命。
現在NetAppは、世界中で約12,000人の従業員を雇用している。

#### 買収企業
- 1997年 –インターネットミドルウェア（ Internet Middleware略名：IMC）を1,050万ドルで買収。IMCのウェブプロキシキャッシングソフトウェアはNetCache製品ラインとなり、2006年に再販された。
- 2000年 – マサチューセッツ州ウォルサムに拠点を置くリモート・ダイレクト・メモリー・アクセス（RDMA）ソフトウェア、開発企業オルカシステムズ株式会社（Orca Systems, Inc.）を買収。これによりダイレクトアクセスファイルシステムの開発が進んだ。[10]
- 2004年 – スピンネーカー・ネットワークス（Spinnaker Networks）を3億ドルで買収。スピンネーカーの技術はData ONTAP GXに統合され、2006年に初リリースされた。その後、Data ONTAP GXはClustered Data ONTAPとなった。
- 2005年 –アラクリタス（ Alacritus）を1,100万ドルで買収。アラクリタスがもたらしたテープ仮想化技術は、NetAppのNearStore仮想テープライブラリ（VTL）製品ラインに統合され、2006年に導入された。
- 2005年 – ストレージセキュリティシステムおよびキー管理を提供する、デクル（Decru）を買収。[11]
- 2006年 – トピオ（Topio）を1億6,000万ドルで買収。サーバやストレージインフラに依存せず、任意の距離でデータを複製、復旧、保護するソフトウェア技術は、ReplicatorX（Open System SnapVault）として知られ、後に廃止される。
- 2008年 – オナロ（Onaro）を1億2,000万ドルで買収。ストレージサービス管理ソフトウェアで、顧客が可用性とパフォーマンスのサービスレベルを保証しながら、ストレージをより効率的に管理できるようにする。オナロのSANscreen技術はNetAppOnCommand Insightに影響を与えた可能性が高いといわれている。
- 2010年 – バイキャスト（Bycast）を5,000万ドルで買収。バイキャストの技術からStorageGRIDオブジェクトストレージ製品が生まれる。
- 2011年 – アコリ（Akorri）を6,000万ドルで買収。データセンタインフラ全体にわたるクロスドメイン分析および高度な分析を可能にした。
- 2011年 – エンジェニオ（Engenio略名LSI）を4億8,000万ドルで買収。エンジェニオはLSI コーポレーションの外部ストレージシステム事業部門であり、NetAppEシリーズ製品ラインとして展開された。
- 2012年 – NASキャッシュシステムの開発のキャッシュ IQ （Cache IQ）を買収。
- 2013年 –iOSデバイスが安全な接続を通じてユーザーおよび内部ビジネスアプリケーションにアクセスできるようにする技術開発社のアイオングリッド（IonGrid）を買収。
- 2014年 – スチールストア（SteelStore）を買収。NetAppはリバーベッド・テクノロジー（Riverbed Technology）のスチールストアデータバックアップおよび保護製品ラインを買収し、[12]後にアルタボールト（AltaVault）、さらにクラウドバックアップ（Cloud Backu）に改名された。[13]
- 2015年 – ソリッドファイア（SolidFire）を買収。2015年12月（2016年1月に完了）に、NetAppは2009年に設立されたフラッシュストレージベンダーのソリッドファイアを8億7,000万ドルで買収。[14]
- 2017年 –プレクスストア（Plexistor）を買収。NetAppは2017年5月にプレクスストアと技術の買収を発表。プレクスストアの技術はMAX Data製品の基盤となった。
- 2017年 –ハイブリッドクラウドおよびマルチクラウド環境向けのクラウドサービス、オーケストレーションおよび管理プラットフォームを開発するスタートアップ企業のグリーンクラウド（Greenqloud）をQstack製品とともに買収。
- 2017年 –コロラド州リトルトンに拠点を置くソフトウェア開発企業で、複数のコンバージドインフラストラクチャのライフサイクル全体を検証するソフトウェアを提供する、イマーシブ・パートナー・ソリューションズ（Immersive Partner Solutions）を買収。
- 2018年 – スタックポイントクラウド（StackPointCloud）を買収。NetAppは、マルチクラウドKubernetes-as-a-Service（KaaS）のプロジェクトである、Kubernetesに貢献するStackPointCloudを買収し、Kubernetes Service製品を開始した。
- 2019年 –イスラエルのAI駆動データコンプライアンス、およびセキュリティサプライヤー[15][16]

のコグニゴ（Cognigo）を買収。
- 2020年 – 企業向けのデータ統合と、セキュリティを可能にするクラウドデータストレージ企業のタロン（Talon）を買収。[17]
- 2020年 –VDI、およびリモートデスクトップサービスにおけるクラウドソフトウェアを提供するクラウドジャンパー（CloudJumper）を買収。
- 2020年 – スポット（Spot）を買収。パブリッククラウドにおけるコンピュート管理およびコストを最適化させる。
- 2021年 – AWSクラウドセキュリティポスチャの、クラウドホーク・アイオ（CloudHawk.io）を買収。[18]
- 2021年 –クラウド最適化プラットフォームの、クラウドチェックアー（CloudCheckr）を買収。[19]
- 2022年 –CloudOps自動化技術企業のフィラミント（Fylamynt）を買収。[20]
- 2022年 –オープンソースデータベースのスタートアップ企業のインスタクラスター（Instaclustr）を買収。[21]

##### 事業開発
NetAppの会計年度は毎年4月末であり、2023年度は、2022年4月30日に始まり、2023年4月28日に終了している。
1995年度に1,500万ドルの収益を上げ、2004年には初めて10億ドルを超えた。2023年度には、収益は63億6,000万米ドルに達する。

#### 売上高
年	売上高 (10億米ドル)	税引後利益 (10億米ドル)
2019	61.46	1.169
2020	54.12	0.819
2021	57.44	0.730
2022	63.18	0.937
2023	63.62	1.274

#### コンペティション
NetAppはコンピュータデータストレージハードウェア業界で活躍。 2009年、市場資本において、業界ではEMCコーポレーション（現在のDell EMC）に次いで2位にランクインし、シーゲイト・テクノロジー（Seagate Technology）、ウェスタンデジタル（Western Digital）、ブロケード（Brocade）、イメーション（Imation）、クオンタム（Quantu）を上回り、 2009年の総収益においては、NetAppはイーエムシー（EMC）、シーゲイト（Seagate）、ウェスタンデジタル（Western Digital）に次ぎ、イメーション（Imation）、ブロケード（Brocade）、ザイラテックス（Xyratex）、ハッチンソン・テクノロジー（Hutchinson Technology）を上回る。 2014年のIDCレポートでは、NetAppはネットワークストレージ業界の「Big 5」のリストでEMC（Dell）に次いで2位にランクインし、IBM、ヒューレット・パッカード（HP）、日立（Hitachi）を上回っている。

#### パートナーシップ
2021年3月1日、アストンマーチンF1チームとのパートナーシップが発表される。NetAppは現在、このレーシングチームのデータ提供およびクラウドサービスを担当している。 これに類似したパートナーシップとしては、2018年からパートナーシップが組まれたモトGPチームドゥカティ・コルセ、そして、2022年7月よりタグ・ホイヤー・ポルシェ・フォーミュラEチームとも契約。

#### 製品

##### ハードウェアアプライアンス
NetAppFAS3240（下から二番目）に3台のDS4243シェルフが搭載されている。
NetAppAFF A800には48台のNVMe SSDドライブが搭載されている。
FAS（Fabric-Attached Storage）、AFF（All-Flash FAS）、およびASA（All SAN Array）ストレージシステムは、同社の主力製品となる。これらの製品はストレージコントローラーと、1台以上のハードディスクを収納するエンクロージャー（シェルフ）で構成されている。
1990年代初頭、NetAppのストレージシステムは、標準のローカルエリアネットワーク（LAN）に基づいたNFSおよびSMBプロトコルを提供していたが、ブロックストレージの統合にはFibre Channel（FC）プロトコルを使用したストレージエリアネットワーク（SAN）が必要だったことから、2002年には、市場シェアを増やすために、ブロックストレージアクセスも追加、そしてFibre ChannelおよびiSCSIプロトコルをサポートする。2016年時点では、NetAppのシステムはFibre Channel、iSCSI、Fibre Channel over Ethernet（FCoE）、およびFC-NVMeプロトコルをサポート。

##### ONTAP
NetAppの多くの製品は、同社の独自のデータ管理オペレーティングシステムであるONTAPを使用。ONTAPは1992年から継続的に開発されており、Berkeley Net/2 BSD Unix、Spinnaker Networksの技術、その他のオペレーティングシステムのコードが含まれている。 ONTAPには3つのプラットフォームがある。：FAS/AFFシステム、コモディティサーバ上のソフトウェア（ONTAP Select）、および仮想マシンまたはクラウドで使用するソフトウェア（Cloud Volumes ONTAP）。すべてのONTAPシステムはWAFLファイルシステムを使用しており、これがスナップショットやその他のスナップショットベースのデータ保護技術の基盤となっている。ONTAPの主要なIPは、Kubernetes用に構築された新しいデータ管理サービスシステムであるNetAppAstraにも使用されている。

##### クラウドバックアップ
以前はRiverbed SteelStoreとして知られていたこの製品は、買収後にAltaVaultと改名され、その後Cloud Backupとなる。Cloud Backupは初めに、ハードウェアアプライアンス、仮想アプライアンス、クラウドアプライアンスの3つの形態で提供されていたが、後にハードウェアおよび仮想アプライアンスの販売終了を発表。Cloud Backupに配置されたデータは、NASシェア上で重複排除、圧縮、暗号化され、Amazon S3、Azure Blob Storage、StorageGRIDなどのオブジェクトストレージシステムに転送される。このため、Cloud Backupはプライベートまたはパブリッククラウドへのデータアーカイブのための透過的なゲートウェイとして機能する。

##### NetAppHCI
NetAppHCI:
下部に4台のハーフ幅ブレードサーバ、上部に1台の1Uストレージノードを備えた2台の2U HCIシャーシである。
NetAppのハイパーコンバージドインフラストラクチャ（HCI）または「ハイブリッドクラウドインフラストラクチャ」と呼ぶこともある。NetAppHCIは、コモディティブレードおよびラックサーバ、NetAppElementソフトウェア、VMware vSphereに基づいている。NetAppHCIには、vCenter、IPアドレス、ログインとパスワード、ストレージノードの設定を行うためのNetAppDeployment Engine（NDE）が含まれている。

###### 2U HCIシャーシと4台のハーフ幅ブレードサーバ
各ストレージノードのドライブセットは、専用のストレージノードに直接接続された6台のSSDドライブで構成され、ブレードシャーシの前面に設置されている。各ストレージおよびコンピュートブレードノードには、25ギガビットイーサネットポートがあり、10ギガビット/秒ポートとして使用することも、管理目的のための専用の1ギガビットポートとして使用することもできる。ネットワークスイッチは含まれておらず、NetAppHCIのElementソフトウェアのバージョン11で、NetAppはH-SeriesスイッチをHCIの一部として発表。そのため、すべてのハードウェアコンポーネントはNetAppから購入する必要がある。ONTAP Selectは、NASプロトコルに興味のある顧客向けにNetAppHCIでSDSとして利用が可能。セルフサービスポータルにより、一般的なプロビジョニングおよび管理タスクの自動化も可能となる。

###### SolidFire
SolidFireストレージシステムは、Linuxに基づいたOSであるNetAppElement Software（以前はSolidFire Element OSと呼ばれていた）を使用しており、SSDおよびスケールアウトアーキテクチャに対応している。最大100ノードまで拡張でき、SANプロトコルを通じてデータにアクセスする機能がある。iSCSIはネイティブに対応しており、Fiber Channelには2台のゲートウェイノードを通じて対応。Element OSは、ストレージの自動化、構成、管理、および消費のためのRESTベースのAPIを提供している。Element SWのバージョン11はFCをサポートすることはなく、SolidFireは、ヘリックスアルゴリズムを使用して、クラスター全体でリードおよびライトを分散するためにiSCSIログインリダイレクションを使用する。 各ノードには予めインストールされたSSDドライブがあり、すべて同じタイプと容量でなければならない。各SolidFireクラスターは、異なるノードモデルおよび世代の混在を許可している。

##### StorageGRID
StorageGRIDは、S3やOpenStack SwiftのようなオブジェクトIPベースのプロトコルを介してデータにアクセスを提供するソフトウェア定義ストレージシステムである。ハードウェアまたはソフトウェアの形態で利用可能となっている。

##### E-Series
以前はLSI Engenio RDACとして知られていたこの製品は、NetAppによる買収後にNetApp E-Seriesとして改名。これは、Fibre Channel、iSCSI、SAS、InfiniBand（SRP、iSER、NVMe over Fabricsプロトコルを含む）などのSANプロトコルに対応する汎用エンタープライズストレージシステムで、2つのコントローラーを搭載。NetAppE-Seriesプラットフォームは、独自のOS SANtricityと、Dynamic Disk Pool（DDP）という独自のRAIDを使用し、RAID 10、RAID 6、RAID 5などの従来のRAIDと組み合わせている。DDPプールでは、各D-Stripeが従来のRAID-4やRAID-6と似たような動作をしますが、ディスク全体のレベルではなくブロックレベルで機能するため、専用のパリティドライブはない。DDPは、従来のRAIDグループと比較して、失われたディスクドライブから複数のドライブにデータを復元するため、再構築時間が数倍速くなる 。従来のRAIDは、失われたディスクドライブを専用のパリティドライブに復元されている。SANtricity 11.50以降、E-SeriesシステムEF570およびE5700は、100 Gbit/s EthernetポートとNVMe over InfiniBandをサポートするNVMe over Ethernet（RoCEv2）に対応。EF600システム以降は、エンドツーエンドのNVMe対応で、NVMe/RoCEやNVMe/InfiniBandに加えてNVMe/FCもサポートしている。同期および非同期ミラーリングはSANtricity 11.50でサポートされており、SANtricity Unified Managerは、最大500のEF/E-Seriesアレイをサポートし、LDAP、RBAC、CA、SSLを用いた認証と認可が可能なWebベースのマネージャである。2019年8月、NetAppはE600を発表し、NVMe/IB、NVMe/RoCE、NVMe/FCプロトコルに対応し、最大44 GBpsの帯域幅と完全な機能を持つ埋め込みREST APIを搭載した。

##### 統合インフラストラクチャ
FlexPod、nFlex、ONTAP AIは、統合インフラストラクチャ（CI）の商標名である。統合インフラストラクチャは、複数のベンダーの共同製品であり、主に3つのハードウェアコンポーネントで構成されている: コンピュータサーバ、スイッチ（場合によってはスイッチが必要ないこともある）、およびNetAppストレージシステムである。
●	FlexPod は、CiscoサーバとCisco Nexusスイッチを基盤としている。
●	nFlex は、FujitsuサーバとExtreme Networksスイッチを基盤としている。
●	ONTAP AI は、NVIDIAスーパーコンピュータとMellanoxまたはCisco Nexusスイッチを使用している。
統合インフラストラクチャには、Docker Enterprise Edition (EE)、Red Hat OpenStack Platform、VMware vSphere、Microsoft ServersおよびHyper-V、SQL、Exchange、Oracle VMおよびOracle DB、Citrix Xen、KVM、OpenStack、SAP HANAなどの人気のあるインフラストラクチャソフトウェアが含まれていることが一般的であり、Cisco UCS Director (UCSD)などの自己サービスポータルPaaSまたはIaaSを含む場合もある。

###### FlexPod
FlexPodは、クラウドサービスを統合し、統合インフラストラクチャ内でデータを管理するように設計されたプラットフォームである。これにおいては、以下のような製品が提供されている。
●	FlexPod XCS: 特定の用途に対応した統合ソリューション。
●	FlexPod Express: 中小企業向けのシンプルで迅速な導入ソリューション。
●	FlexPod Datacenter: 大規模なデータセンタ向けの柔軟な統合ソリューション。
●	FlexPod AI: AIワークロードのために最適化された統合ソリューション。
NetAppConverged Systems Advisor (CSA)は、オンプレミスエージェントとクラウドベースのポータルで構成されたソフトウェア・アズ・ア・サービス（SaaS）プラットフォーム。
Multi-Podは、MetroCluster技術を活用して2つのサイト間でストレージシステムを拡張するFlexPodソリューションである。

###### ONTAP AI
NetAppONTAP AIは、次のようなコンポーネントで構成された統合インフラストラクチャソリューションである:
●	Cisco Nexus 3000 または Mellanox Spectrum スイッチ（100 Gbit/sポートを備えた）
●	NetAppAFFストレージシステム
●	Nvidia DGXスーパーコンピュータサーバ
DGXサーバはRDMA over RoCEを用いて相互接続され、Deep LearningのためにDockerコンテナを基盤にしたNetAppDocker Plugin Tridentで開発されている。DGXサーバはイーサネット接続でストレージに接続され、NFSプロトコルを使用してストレージスペースを消費する。

##### OnCommand Insight (OCI)
OnCommand Insight (OCI)は、データセンタの管理、容量管理、およびインフラストラクチャ分析のためのソフトウェア。
Memory Accelerated Data (MAX Data)：
NetAppMAX Data、略してMAX Dataは、PMEMからSSDへの自動階層化およびデータ保護機能を備えた独自のLinuxファイルシステム。
MAX Dataは、Tier 1 と Tier 2 の2つの層で構成されており、コールドデータはTier 1からTier 2に移行し、アクセスされるとTier 2からTier 1に昇格する。この階層化は、MAX Dataの階層化アルゴリズムによってアプリケーションに対して透過的に行われる。

#### Cloud Business
Cloud Centralは、NetAppのクラウド製品（Cloud Volumes Service、Cloud Sync、Cloud Insights、Cloud Volumes ONTAP、SaaS Backupなど）を統合的に管理するための、Qstackに基づくウェブベースのGUIインターフェース。これにより、複数のパブリッククラウドプロバイダーでの管理が可能である。
Cloud Managerは、ONTAPベースのシステム（CVO、CVS、ONTAP Select、FAS、AFF）をオンプレミスおよびクラウドで高レベルに管理するためのサービス。Cloud Managerは、GUIインターフェースを通じてドラッグ＆ドロップでSnapMirrorデータ保護レプリケーションの設定を可能にする。

##### Cloud Volumes On-Prem
Cloud Volumes On-Premは、顧客のデータセンタに設置されるストレージシステムで、サービスとして提供されている。アップデートや技術サポートはすべてNetAppが提供し、顧客はウェブベースのGUIやAPIを使用してストレージの容量を消費し、必要に応じてデータのバックアップやレプリケーションが行える。

###### Cloud Volumes ONTAP
以前はONTAP Cloudと呼ばれていた**Cloud Volumes ONTAP (CVO)**は、ソフトウェア定義（SDS）型のONTAPで、AWS、Azure、Google Cloud、IBM Cloudなどの一部のパブリッククラウドプロバイダーで利用可能。Cloud Volumes ONTAPは、商用のハードウェアを使用し、ONTAPソフトウェアをサービスとして提供する仮想マシンである。

###### Cloud Volumes Service
Cloud Volumes Serviceは、Amazon AWSおよびGoogle Cloudで提供されるサービスで、ネットアプのAll-Flash FASシステムとONTAPソフトウェアに基づいている。このサービスは、クラウドとオンプレミスのNetAppシステム間でデータの同期を可能にする。

##### NetAppPrivate Storage
**NetApp Storage (NPS)**は、Equinixパートナーが提供するコロケーションサービスに基づき、NetAppストレージシステムをそのデータセンタ内に設置。10 Gbit/sの直接接続を介して、AzureやAWSなどのパブリッククラウドプロバイダーと接続できる。NPSストレージは、複数のクラウドプロバイダーやオンプレミスインフラストラクチャに接続可能で、クラウド間の切り替え時にデータ移行が不要となる。

##### Astra
Astraは、NetAppのKubernetesクラウドサービスで、アプリケーションの整合性のあるバックアップ、一貫したデータクローン作成、およびクラウドとオンプレミス間でのデータ移動ができる。Astraは、Amazon Web Services、Microsoft Azure、Google Cloud、オンプレミスデータセンタにわたってデータリッチなアプリケーションを展開および維持することができ、データのバックアップや復元、またはマルチクラウド環境内でのKubernetesクラスター間のアプリケーション移行を容易に行うことが可能となる。

##### SaaS Backup
NetAppSaaS Backup（以前はCloud Control）は、SaaSのMicrosoft Office 365およびSalesforce向けのバックアップとリカバリーサービスで、ネイティブなクラウドバックアップと比較して、バックアップおよびリカバリーのプロセスにおける拡張された、詳細でカスタマイズ可能な保持機能がある。NetAppは、SaaS BackupおよびリカバリーサービスをGoogle Workspace（以前のG SuiteおよびGoogle Apps for Work）、Slack、およびServiceNowへも拡張する計画を立てている。

##### Cloud Sync
Cloud Syncは、任意のNASストレージシステムと別のNASストレージ、またはAmazon S3やNetAppStorageGRIDなどのオブジェクトストレージをオブジェクトプロトコルを使用して同期させるサービス。

##### Cloud Insights
Cloud Insightsは、クラウドリソースを利用する顧客向けにインフラストラクチャのアプリケーションスタックを監視するためのSaaSアプリケーション。マイクロサービスやウェブスケールのインフラストラクチャの動的な性質に対応して設計されている。Cloud Insightsは、OnCommand Insightと似たフロントエンドAPIを使用しているが、バックエンドの技術は異なる。Cloud Insightsはプレビュー版として提供されており、無料版、スタンダード版、プレミアム版の3つのエディションがある。

###### Cloud Secure
Cloud Secureは、SaaSセキュリティツールで、悪意のあるデータアクセスやコンプロマイズされたユーザーを特定することができる。言い換えれば、ユーザー行動分析が行えるということになる。Cloud Secureは機械学習アルゴリズムを使用して異常なパターンを特定し、ユーザーがランサムウェアに感染しているかどうかを識別、ファイルの暗号化を防ぐことができる。
現在サポートされているデータリポジトリには、NetApp Cloud Volumes、NetApp ONTAP、NetApp StorageGRID、OneDrive、AWS、Google Suite、HPE、DELL EMC Isilon、Dropbox、Box、@workspace、Office 365が含まれている。

##### NDAS
NetAppData Availability Services (NDAS) は、クラウドのGUIでデータ保護を提供するサービスである。このクラウドサービスは現在AWSのみに存在し、他のクラウドにコピーすることも可能。NDASは、ONTAPストレージからのバックアップ、データ保護、およびディザスターリカバリーを目的としている。ONTAPシステムはONTAP 9.5以降、WAFLデータとメタデータをS3フォーマットに変換する組み込みのプロキシアプリケーションを備えており、FabricPool技術がデータのみをオブジェクトストレージに保存するのとは異なります。NDASは、Data Fabricの実体の一つである。

#### Data Fabric
「Data Fabric Story」としても知られるData Fabricは、NetAppの製品とデータの移動性の多様な統合を示すビジョンである。Data Fabricは、ハイブリッドクラウドのためのNetApp技術アーキテクチャを定義しており、以下の機能を含む：
●	SnapMirrorレプリケーション: SolidFireからONTAPへのSnapMirrorレプリケーション、ONTAPからCloud BackupへのSnapMirrorレプリケーション。
●	FabricPoolティアリング機能: ONTAPからStorageGRID、Amazon S3、またはAzure Blobへのコールドデータのデステージング。
●	Volume Encryption: FabricPoolによるセキュアなデータストレージとクラウドプロバイダー間でのデータ転送のセキュリティ確保。FAS、AFF、ONTAP Select、およびCloud Volumes ONTAP間のSnapMirror。
●	アーカイビングとDR: パブリッククラウドへのアーカイビングとディザスターリカバリー。
●	CloudMirror機能: StorageGRIDでのオンプレミスオブジェクトストレージからAmazon S3ストレージへのレプリケーションとAWS Cloudでのアクショントリガー。
●	SolidFireバックアップ: StorageGRIDまたはAmazon S3へのバックアップ。
●	Cloud Backup: StorageGRIDを含む様々なオブジェクトストレージシステムや多数のクラウドプロバイダーへのアーカイビング。
●	CloudSync: NASデータをオブジェクト形式に変換して同期し、再度NAS形式に戻す。
●	Cloud Volumes Serviceへのレプリケーション: Cloud Volumes Serviceへのデータレプリケーション。
●	SaaS Backupからのオンプレミスストレージへのデータバックアップ: SaaS Backupからオンプレミスストレージへのバックアップ。
●	SANtricity Cloud Connector: E-SeriesボリュームのS3へのブロックベースのバックアップ、コピー、リストア。
●	NetAppData Availability Services: ONTAPからクラウドS3ストレージへのデータ保護、バックアップ、DR、データマイニング機能。
この統合と機能は、NetAppのハイブリッドクラウドソリューションの柔軟性とデータ管理能力を強調しているといえる。

#### ソフトウェア統合
NetApp製品は、主にONTAPシステム向けにさまざまなソフトウェア製品と統合することが可能である。

##### 自動化
HTTPプロトコルを使用して直接製品にさまざまな自動化サービスを提供し、ミドルウェアソフトウェアを通じて自動化を実現したりしている。

###### Docker
Tridentソフトウェアは、Dockerコンテナ用の永続ボリュームプラグインを提供しており、KubernetesおよびSwarmの両方のオーケストレーターをサポートしている。対応するストレージには、ONTAP、SolidFire、E-Series、Azure NetApp Files (ANF)、Cloud Volumes、Cloud内のNetApp Kubernetes Serviceが含まれている。
また、NetAppはCiscoと協力して、Tridentプラグインを組み込んだCIアーキテクチャを販売。これには、Docker Enterprise EditionとONTAP AIを搭載したFlexPod Datacenterが含まれる。

###### CI/CD
Jenkinsフレームワークは、DevOpsのためにONTAPストレージとの統合を提供し、プロビジョニングやデータセットのクローン作成などの自動化操作を通じて開発が加速できる。また、ONTAPを利用してバージョン管理やチェックポイントの作成・削除が可能。Jenkinsは、ストレージパフォーマンスの保証レベルを提供するNetAppのService Level Managerソフトウェアとも統合している。Service Level ManagerはRESTful APIを提供している。
さらに、ApprendaとCloudBeesは、Dockerの永続ボリュームプラグインおよびJenkinsフレームワークの統合を通じてDevOpsを加速。Apprendaは、FlexPodの上で動作するOpenStackとも統合することができる。

##### バックアップとリカバリ
CommVault、Veeam、Veritasは、ONTAP、SolidFire、Cloud Backup、およびE-Seriesとの統合を提供し、スナップショットやクローン機能を活用してバックアップコピーのテストやSnapMirrorを利用したバックアップとリカバリ（B&R）、ディザスタリカバリ（DR）、データアーカイブのためのストレージ機能を提供。これにより、復元時間の短縮やリカバリポイント（RPO/RTO）の増加が実現される。Cloud Backupは、B&Rソフトウェアに対して普通のNAS共有として表現されるため、ほぼすべてのB&R製品と統合可能で、アーカイブ機能を提供。IBM Spectrum Protect、EMC NetWorker、HP Data Protector、Dell vRanger、Acronis Backupなどの競合するバックアップおよびリカバリソフトウェアも、NetAppストレージシステムとの一定レベルの統合を提供している。

##### エンタープライズアプリケーション
NetAppシステムは、バックアップ、クローン作成、プロビジョニング、その他のセルフサービスストレージ機能のためにエンタープライズアプリケーションとの統合が可能。Oracle DBは、ONTAPシステムとのネットワークパフォーマンス、耐障害性、NFSプロトコルの負荷分散を提供するデータベースアプリケーション内のDirect NFS (dNFS)クライアントを使用して接続できる。
Oracle DB、Microsoft SQL、IBM DB2、MySQL、Mongo DB、SAP HANA、MS Exchange、VMware vSphere、Citrix Xen、KVMは、NetAppシステムと統合され、プロビジョニング、クローン作成、追加のバックアップおよびリカバリ機能がある。これには、SnapShots、SnapVault、SnapMirrorなどの機能が含まれており、NetAppのSnapCenterやSnapCreatorなどのさまざまなソフトウェアと組み合わせて利用が可能である。

##### OpenStack
NetAppシステムは、以下のオープンソースプロジェクトと統合されている：
●	OpenStack Cinder: ブロックストレージ用の統合（SolidFire、ONTAP、E-Series、OnCommand Insight、Cloud Backup）。
●	OpenStack Manila: 共有ファイルシステム用の統合（ONTAP、OnCommand Insight）。
●	Docker: Tridentプラグインを介した永続ボリュームの統合（SolidFire、ONTAP、E-Series）。
その他の統合も行われている。

##### NetAppCloud Technologies
NetAppのプライベート、パブリック、ハイブリッドクラウド技術には、以下のものが含まれている：
●	ハイブリッドマルチクラウドデータ資産の構築、保護、管理（Tiering、データ分類、インフラ/アプリケーション監視を含む） - BlueXP Backup and Recovery
●	パブリッククラウドでのストレージサービス:
○	 Amazon FSx for NetApp
○	 Azure NetApp Files
○	 Google Cloud NetApp Volumes
●	オンプレミスでのストレージサービス:
○	 ONTAP Cloud

#### OEM
●	IBM: IBMは以前、NetAppFASシステムを自社ブランド「IBM Nシリーズ」としてOEMをしていたが、このパートナーシップは2014年5月29日に終了している。
●	Dell: DellはNetAppEシリーズを「PowerVault MD」という名前でOEMしている。
●	Lenovo: 2018年9月13日、レノボ（Lenovo）とNetAppは技術パートナーシップを発表し、レノボはNetApp製品を自社ブランドでOEMしている。具体的には、Lenovo ThinkSystem DE（NetAppのEFおよびEシリーズアレイ技術を使用）と、ThinkSystem DM（LenovoサーバでONTAPソフトウェアを使用し、FC-NVMeをサポート、NetApp FASおよびAFFシステムのアナログ）などがある。
●	Vector Data: Vector Dataは、NetApp FAS、AFF、Eシリーズ、SolidFire製品の堅牢でキャリアグレードのバージョンを-48V DC電源やその他のカスタマイズを施して、Vault製品ラインとして提供している。

#### 慈善活動
·   	2021会計年度において、NetAppは300万ドルの企業寄付を行った。
·   	UNICEFとUNESCOの支援を受けたProject Everyoneのプログラム「世界最大の授業」に参加。
·   	NetAppサービスプログラムを通じて、2,141人の社員が社会プロジェクトや慈善活動にボランティアとして参加。
·   	NetAppのコミュニティ投資プログラムを通じて、教育、食品提供、ホームレス削減などの慈善活動に取り組む。
·   	データ・エクスプローラーズと協力して、若者がデータリテラシーを育成し、発展させることに協賛。

#### 環境
·   	2023年時点で、NetAppは過去6年間で温室効果ガスの強度を70%削減。2017年から2022年の間に、エネルギー消費を15%削減し、その結果、温室効果ガス排出量を61%削減。2030年までにScope 1、2、3の排出量を大幅に削減するために積極的に取り組んでいる
·   	2021年には、CDPの気候変動スコアがB-に改善。
·   	2022年には、新しいグローバルな電子廃棄物パートナーに切り替え、WEEE（電気電子機器廃棄物指令）に準拠したプログラムの推進に積極的に取り組んでいる。
·   	2022年に、カンザス州のウィチタ州立大学（WSU）イノベーションキャンパス内のNetApp施設が完成。この施設は100%地元の風力発電で電力供給されている。
·   	NetAppのバンガロールキャンパスは、電力の88%を再生可能エネルギーから供給されており、風力タービン、水力発電所、約100kWの生産能力を持つ小規模な太陽光発電所が含まれている。
·   	2022年秋の終わりには、NetAppはエコバディスによって評価された企業の上位7%にランクイン。
·   	環境管理システム、そしてほぼすべてのNetAppグローバルオフィスは、ISO14001:2015の認証を受けている。
·   	一部のオフィスでは、従業員が「グリーンチーム」を結成し、持続可能な価値観を日常生活に統合する取り組みを行っている。
1. ↑  “NetApp will move headquarters to San Jose’s Santana Row” (英語). The Mercury News (2021年4月15日). 2024年10月1日閲覧。
2. ↑  “Corporate brief”.   NetApp. 2024年10月1日閲覧。
3. ↑  “FAQs”.   NetApp. 2024年10月1日閲覧。
4. ↑  “NetApp” (英語). Fortune. 2024年10月1日閲覧。
5. ↑  “NetApp - News@Netapp - Bio - James Lau”. web.archive.org (2012年6月4日). 2024年10月1日閲覧。
6. ↑  “Giant Firm winner: Network Appliance Inc.”. Triangle Business Journal (2004年9月27日). 2024年10月2日閲覧。
7. ↑  “Network Appliance - Sequoia Capital”. web.archive.org (2006年10月16日). 2024年10月1日閲覧。
8. ↑  “NetApp sells NetCache to Blue Coat - Techworld.com”. web.archive.org (2012年3月10日). 2024年10月1日閲覧。
9. ↑  “NVMe All-Flash Storage: AI-Ready & Cloud-Connected | NetApp Blog”. web.archive.org (2018年6月2日). 2024年10月1日閲覧。
10. ↑  NetApp (2000-08-14). “Network Appliance Announces Revenues Up 124% and Pro Forma Net Income Up 140% in First Fiscal Quarter”. NetApp.
11. ↑  Kovar, Joseph F.. “NetApp To Acquire Decru | CRN”. www.crn.com. 2024年10月1日閲覧。
12. ↑  “NetApp buys Riverbed Technology's Steelstore business” (英語). ZDNET. 2024年10月1日閲覧。
13. ↑  “NetApp launches AltaVault hybrid cloud backup appliance family | Computer Weekly” (英語). ComputerWeekly.com. 2024年10月1日閲覧。
14. ↑  Novet, Jordan (2015年12月21日). “NetApp acquires flash storage vendor SolidFire for $870M” (英語). VentureBeat. 2024年10月1日閲覧。
15. ↑  “NetApp acquires Israeli data protection startup Cognigo for $70M” (英語). SiliconANGLE (2019年5月29日). 2024年10月1日閲覧。
16. ↑  “Telecompaper”. www.telecompaper.com. 2024年10月1日閲覧。
17. ↑  Nicolas, Philippe (2020年3月10日). “NetApp Acquires Talon Storage” (英語). StorageNewsletter. 2024年10月1日閲覧。
18. ↑  “Announcing Spot Security: Safeguard your cloud with continuous, automated security” (英語). Spot.io. 2024年10月1日閲覧。
19. ↑  “Announcing Spot Security: Safeguard your cloud with continuous, automated security” (英語). Spot.io. 2024年10月1日閲覧。
20. ↑  Kovar, Joseph F.. “NetApp Buys Fylamynt, Adds Major Automation To Its Spot CloudOps Portfolio | CRN”. www.crn.com. 2024年10月1日閲覧。
21. ↑  Kovar, Joseph F.. “NetApp Buys Fylamynt, Adds Major Automation To Its Spot CloudOps Portfolio | CRN”. www.crn.com. 2024年10月1日閲覧。
22. 1 2 3 4 5  “Annual Report Pursuant to Section 13 or 15(d) of the Securities Exchange Act of 1934”.   NetApp. 2024年10月1日閲覧。
23. ↑  “Data Storage Devices Overview: Industry Center - Yahoo Finance”. web.archive.org (2016年8月27日). 2024年10月1日閲覧。
24. ↑  “Industry Center - Data Storage Devices, Leaders in Market Capitalization”.   Yahoo. 2024年10月1日閲覧。
25. ↑  “Industry Center - Data Storage Devices, Leaders in Total Revenue (ttm)”.   Yahoo. 2024年10月1日閲覧。
26. ↑  Team, Trefis. “How EMC Lines Up Against NetApp, HP, IBM, Hitachi In Storage Systems Market” (英語). Forbes. 2024年10月1日閲覧。
27. 1 2  “Ducati and NetApp: Riding on cloud nine”.   NetApp. 2024年10月1日閲覧。
28. ↑  “Porsche Motorsport and NetApp”.   NetApp. 2024年10月1日閲覧。
29. ↑  “Dave's Blog: Is Data ONTAP Based On UNIX? | NetApp Community”. archive.md (2013年1月30日). 2024年10月1日閲覧。
30. ↑  Armstrong, Adam (2021年3月10日). “NetApp Astra Hits GA On Google Cloud” (英語). StorageReview.com. 2024年10月1日閲覧。
31. ↑  “NetApp BlueXP - Data Estate Operations Made Simple” (英語). bluexp.netapp.com. 2024年10月1日閲覧。
32. ↑  “Introducing NetApp Enterprise-Scale HCI: The Next Generation of Hyper Converged Infrastructure | NetApp Blog”. web.archive.org (2018年1月23日). 2024年10月1日閲覧。
33. ↑  “Why SolidFire Uses iSCSI Storage Protocol | SolidFire | Blog”. web.archive.org (2017年11月18日). 2024年10月1日閲覧。
34. ↑  “SANtricity OS Dynamic Disk Pools”.   NetApp. 2024年10月1日閲覧。
35. ↑  “NetApp press releases”.   NetApp. 2024年10月1日閲覧。
36. ↑  “Lenovo and NetApp Form Global Strategic Partnership to Accelerate Customers’ Digital Transformation” (英語). Lenovo StoryHub. 2024年10月1日閲覧。
37. ↑  “Our Commitment to Social Impact”.   NetApp. 2024年10月1日閲覧。
38. ↑  “Partners” (英語). The World's Largest Lesson. 2024年10月1日閲覧。
39. ↑  “NetApp Cares”.   NetApp. 2024年10月1日閲覧。
40. ↑  “Our Commitment to Social Impact”.   NetApp. 2024年10月1日閲覧。
41. ↑  “Expanding data/AI literacy for children and youth”.   NetApp. 2024年10月1日閲覧。
42. ↑  “2022 ESG Report”.   NetApp. 2024年10月1日閲覧。
43. ↑  “CDP”. www.cdp.net. 2024年10月1日閲覧。
44. ↑  “Certificate of Destruction”.   NetApp. 2024年10月1日閲覧。
45. 1 2  “2022 ESG Report”.   NetApp. 2024年10月1日閲覧。
46. ↑  “Environmental, Social and Governance (ESG)”.   NetApp. 2024年10月1日閲覧。
47. ↑  “Management System Certificate”.   NetApp. 2024年10月1日閲覧。
48. ↑  Nelson, Jaycie. “NetApp Green Team promotes sustainability with e-waste shredding”. The Sunflower. 2024年10月1日閲覧。